# Błąd językowy
Błąd językowy – nieuświadomione, niezamierzone odejście od zasad systemu językowego lub normy językowej. Termin „błąd” bywa rozumiany i definiowany na rozmaite sposoby – różne ujęcia funkcjonują m.in. na gruncie normatywistyki (kultury języka), językoznawstwa opisowego, językoznawstwa stosowanego oraz traduktologii. Pod pojęcie błędów językowych podkłada się szereg zjawisk, w różny sposób związanych z językiem i lingwistyką: formy i połączenia niegramatyczne, naruszenia reguł pragmatycznych, odejścia od preskrypcji językowych, cechy interjęzykowe, omyłki ortograficzne oraz niekonwencjonalne użycia interpunkcji.

## Rozumienie zagadnienia
W tradycji preskryptywizmu (normatywne podejście do języka) mianem błędów językowych określa się formy nienależące do języka standardowego, niezgodne z jego normą lub stanem kodyfikacji, czyli ujęciem tejże normy w autorytatywnych źródłach (słownikach ogólnych, ortograficznych, opracowaniach gramatyki itp.), powstających pod auspicjami odpowiedniej instytucji lub gremium. W tym kontekście błąd językowy można też rozpatrywać jako innowację nieuzasadnioną funkcjonalnie, formę zbędną z punktu widzenia zewnętrznego oceniającego. Niekiedy do błędów zalicza się również formy języka standardowego, które należą do mniej formalnych rejestrów, a także odstępstwa od zasad posługiwania się systemem pisma, choć ortografia i interpunkcja stanowią formalnie elementy zewnętrzne wobec systemu językowego. Podejście normatywizmu (preskryptywizmu) nie spotyka się z szeroką akceptacją w lingwistyce zachodniej, ale tworzy istotną część potocznych postaw językowych.
W ujęciu językoznawczym błędy określa się jako uchybienia w spontanicznej praktyce językowej. Błędy po stronie mówiącego objawiają się np. niedokończeniem wypowiedzi bądź omyłkowym ustawieniem dźwięków lub morfemów (mowa wówczas o przejęzyczeniach). Błędy po stronie słuchającego polegają np. na mylnym zinterpretowaniu wypowiedzi lub kształtu form językowych (reanaliza). Błąd powstaje również wtedy, gdy rodowity użytkownik języka, operujący swoim dialektem, w chybiony sposób dostosowuje rodzimą odmianę języka do zasad języka standardowego (dochodzi do tzw. hiperkorekcji).
W przypadku języka cudzoziemców błąd językowy może wynikać z niedoskonałej znajomości języka obcego, włączając w to braki w stosowaniu podstawowych zasad przezeń narzucanych. W badaniach z zakresu akwizycji języka drugiego pojęcie błędu (ang. error; błąd sensu stricto) odnosi się do uchybień językowych popełnianych przez osoby uczące się języka, których podłożem jest niedostateczne jego opanowanie. Natomiast mianem pomyłek (ang. mistakes; błędy sensu largo) określa się niesystematyczne, doraźne odstępstwa od przyswojonych zasad (usterki performancji), łatwe do skorygowania. W nauczaniu języków obcych za ramę odniesienia przyjmuje się przeważnie dialekt standardowy. Z perspektywy komunikacji wypowiedź można uznać za błędną, jeśli powoduje zakłócenia komunikacyjne, a za poprawną – jeśli takich zakłóceń nie wywołuje, nawet jeśli nie spełnia wymogów gramatyczności.
Pojęcie błędu funkcjonuje także w kontekście oceny wypracowań, gdzie przybiera zasadniczo odmienny sens. Korekta dokonywana przez nauczyciela często opiera się na jego własnym idiolekcie. W traduktologii mówi się o błędach tłumaczeniowych (translacyjnych), wynikających np. z braku kompetencji tłumaczeniowych lub niezrozumienia tekstu źródłowego. Błąd translacyjny może również polegać na użyciu sformułowania niespotykanego w języku docelowym, np. nieutrwalonej kalki.

## Pojęcie błędu a językoznawstwo
Za jedno z podstawowych założeń współczesnego językoznawstwa uznaje się zarzucenie podejścia preskryptywnego i przyjęcie stanowiska deskryptywnego, oznaczającego ścisłe skoncentrowanie badań lingwistycznych na analizie faktycznej postaci języka. Podejście preskryptywne stało się przedmiotem krytyki, a jego zwolennikom zarzucano, że formułują sądy i przepisy poprawnościowe w oparciu o niejasne naukowo kryteria. Niektórzy lingwiści, a w szczególności przedstawiciele amerykańskiej szkoły strukturalistycznej, poszli o krok dalej i przyjęli stanowisko, że w języku nie istnieje pojęcie błędu. Pogląd ten stracił na znaczeniu wraz z pojawieniem się gramatyki transformacyjno-generatywnej. Zaczęto wówczas czynić rozróżnienie między kompetencją a performancją językową, czyli znajomością języka i realizacją aktu mowy.
Przyjmuje się, że performancja językowa jest ściśle uzależniona od posiadanej kompetencji, lecz kształtują ją również czynniki zewnętrzne, takie jak ograniczenia pamięci i stan psychologiczny mówiącego. Czynniki te nie pozostają bez wpływu na kształt języka mówionego, gdyż wywołują różnego rodzaju lapsusy językowe (choć nie rzutują one na faktyczną znajomość języka). Oznacza to, że istnieje konieczność odróżniania wypowiedzi dewiacyjnych od niedewiacyjnych, przy czym rozróżnienie to powinno się opierać na poczuciu rodowitego użytkownika języka. W językoznawstwie zakłada się, że rodowitych użytkowników języka z definicji cechuje zdolność tworzenia sformułowań idiomatycznych, sensownych i poprawnych gramatycznie, a także umiejętność oceniania wypowiedzi innych osób w oparciu o przyswojoną wiedzę. Z tej perspektywy osoby dorosłe nie popełniają z zasady systematycznych błędów w swoim języku ojczystym, choć mogą od czasu do czasu popełniać omyłki słowne (przejęzyczenia), mające z założenia charakter doraźny i nietrwały. Jak stwierdza John B. Dalbor: „Dla językoznawcy rzekome błędy native speakerów to w rzeczywistości warianty stylistyczne lub uzualne, uwarunkowane przede wszystkim czynnikami geograficznymi, społecznymi i edukacyjnymi”. Zdaniem autorów takich jak Peter Trudgill i Lars-Gunnar Andersson sądy poprawnościowe odnoszone do języka native speakerów są zasadniczo sądami socjalnymi, pozbawionymi uzasadnienia językoznawczego.
Koncepcja błędu odmienna od przedstawionej powyżej funkcjonuje na gruncie tradycji preskryptywizmu, zgodnie z którą ocena form i wypowiedzi językowych polega na odwołaniu do usankcjonowanego zbioru zasad. Za punkt odniesienia dla takich sądów poprawnościowych mogą służyć różne wzorce, np. skodyfikowana norma językowa, język warstw wykształconych lub uzus uznanych autorów. Według definicji zawartej w Encyklopedii języka polskiego bierze się pod uwagę zwyczaj i poczucie językowe środowisk uważanych za użytkowników kulturalnej odmiany języka (co stanowi podstawę normy języka ogólnego), a także zasadność funkcjonalną danej innowacji. Przy ocenie zjawisk językowych można rozważać dążności ewolucyjne języka, jego ład wewnętrzny oraz uwarunkowania historyczne, które przemawiają za akceptacją lub odrzuceniem określonego tworu językowego.
Podejście preskryptywne to domena przede wszystkim poglądów potocznych, które są spotykane poza językoznawstwem; z kolei lingwiści przyjmują stanowisko deskryptywne, skupiając się na badaniu realnie używanego języka. Równocześnie koncentracja na problematyce poprawnościowej jest typowa dla językoznawstwa krajów byłego bloku wschodniego, gdzie poglądy lingwistyczne skłaniają się ku normatywizmowi i homogenizmowi. W innych tradycjach językoznawczych, zwłaszcza zachodnich, można zaobserwować deskryptywne (opisowe) podejście do wszelkich wariantów językowych. W tych kręgach sądy preskryptywne i purystyczne często uchodzą za nienaukowe i anachroniczne, choć część autorów dostrzega historyczne uwarunkowanie tych zjawisk w niektórych kontekstach politycznych, np. w społecznościach, które doświadczyły obcej dominacji. W tekstach anglojęzycznych mówi się o języku standardowym oraz wyrazach i formach występujących poza jego ramy (formach niestandardowych), odrzuca się zaś preskryptywne pojęcia błędu i niepoprawności języka. Również w piśmiennictwie polskojęzycznym spotyka się takie określenia form językowych jak „nienormatywny” i „substandardowy”.
Brytyjski językoznawca John Lyons, autor książki Language and Linguistics, stwierdził, że mowę rodowitego użytkownika języka można określić jako błędną, jeśli odbiega od zasad języka standardowego; taki sąd wymaga jednak przyjęcia założenia, że dana osoba, popełniająca domniemany błąd, usiłowała w danym momencie posłużyć się standardem. Zgodnie z tym stanowiskiem poprawność językowa nie jest kategorią absolutną; niestandardowe sposoby użycia języka można zatem, w myśl spojrzenia autora, oceniać jako błędne wyłącznie z perspektywy języka standardowego. W podobny sposób pojęcie błędu ujęła polska lingwistka Alicja Sztuk, opisując definicje błędu formułowane na gruncie polskiego językoznawstwa (uznające istnienie określonej normy i bezwzględnych autorytetów językowych) jako niedopuszczalne z punktu widzenia antropocentrycznej teorii języków. Chorwacki lingwista Mate Kapović proponuje rezerwować pojęcie błędu językowego dla spontanicznych przejęzyczeń w mowie, omyłek tłumaczeniowych (np. niespotykanych kalk językowych) i pewnych sformułowań tworzonych przez obcokrajowców, w odniesieniu do ustabilizowanych cech języka native speakerów sugeruje zaś stosować opozycję standardowy-niestandardowy, przewidując tym samym miejsce dla wszelkiego zróżnicowania wewnętrznego (w postaci form potocznych i dialektalnych) oraz zmian językowych.

## Błędy w ujęciu językoznawstwa normatywnego

### Przykłady błędów językowych
Następujący przykład wyjaśnia zależność normatywnego pojęcia błędu (użycia niestandardowego) od normy językowej.
Gramatyka normatywna definiująca kształt polszczyzny standardowej określa na poziomie warstwy wzorcowej regułę, wzór deklinacji zaimka wskazującego ten, ta, to; ci, te, podając paradygmat fleksyjny lub wskazując, że odmienia się według deklinacji przymiotnikowej twardotematowej wylicza formy mianownika rodzaju męskiego (ten), mianownika rodzaju nijakiego (to), biernika rodzaju żeńskiego (tę) jako odbiegające od tego wzorca. Regułę tę da się wyjaśnić tylko z punktu widzenia pewnej tradycji językowej, odczucia użytkowników; jej „prawność” uzasadnia duża liczba tekstów polszczyzny literackiej (sprzed okresu sformułowania reguły), gdzie wystąpiła taka, a nie inna forma. Formy „wyjątkowe” są historycznie umotywowane, ale dla samej normy jest to obojętne. Skądinąd wiadomo, że historycznie umotywowaną formą dopełniacza rodzaju męskiego byłaby forma † togo. W wyniku jednak procesu wyrównywania powstała forma tego (przez analogię np. do otwartego), tę też formę rejestruje skodyfikowana norma.
Z punktu widzenia gramatyki opisowej (deskryptywnej) w formie biernika rodzaju żeńskiego tą nie ma nic szczególnego – jest ona wyrazem faktu, że proces wyrównywania deklinacji zaimka ten do deklinacji przymiotnikowej jeszcze się nie zakończył. W pewnym uproszczeniu można powiedzieć, że norma starannej polszczyzny pisanej rejestruje stan sprzed zakończenia tego procesu. Z punktu widzenia języka jako systemu zmiana tę > tą jest przejawem tendencji do usuwania form wyjątkowych. O żywotności tego procesu świadczą też nowsze rozwiązania normatywne, dopuszczające użycie tej formy w normie użytkowej (swobodnej) polszczyzny standardowej. Formę tą zamiast tę spotyka się coraz częściej w tekstach pisanych, np. prasowych, co świadczyć może o tym, że również norma języka starannego, pisanego w niedalekiej przyszłości ulegnie zmianie.
Postać tą (np. z tą kobietą) występuje również w funkcji narzędnika rodzaju żeńskiego; forma tę raczej nie funkcjonuje w tym kontekście, choć może się pojawić jako przejaw hiperpoprawności (przesady poprawnościowej).
Przykładowe zdania:
1. Widziałem tę piękną kobietę. (Forma zgodna z normą wzorcową – Biernik: Widziałem KOGO? tę piękną kobietę).
2. Widziałem tą piękną kobietę. (Forma zgodna z normą użytkową, niezgodna z normą wzorcową).
3. Widziałem go z tą kobietą. (Forma zgodna z normą wzorcową i użytkową – Narzędnik: Widziałem Z KIM? z tą kobietą).
Biernik: tę; narzędnik: tą
Przykładami często spotykanych odstępstw fleksyjnych w języku polskim (niezgodnych z normą wzorcową i użytkową polszczyzny standardowej) są formy czasu przeszłego: poszłem, wzięłem (powstałe przez analogię do poszłam, wzięłam; normatywnie: poszedłem, wziąłem). W języku polskim istnieje również postać bezokolicznika wziąść, powstała przez analogię do bezokoliczników z wygłosowym -ść, takich jak siąść. Stanowi częsty element polszczyzny ustnej, choć występuje poza ramy bieżącego języka standardowego (tj. zarówno poza warstwę wzorcową, jak i użytkową).
Jednym z często spotykanych uchybień ortograficznych (co widoczne jest w Internecie) jest stosowanie końcówki „ą” w celowniku liczby mnogiej zamiast końcówki „om” (np. tym ładnym kobietą zamiast tym ładnym kobietom).

### Klasyfikacja błędów językowych
Zgodnie ze starożytną jeszcze klasyfikacją opisaną przez Kwintyliana błędy językowe dzielą się na barbaryzmy i solecyzmy. Barbaryzm to użycie formy wyrazu niepoprawnej normatywnie (np. wzięłem), solecyzm natomiast polega na połączeniu poprawnych formalnie wyrazów w nienormatywną konstrukcję składniową (np. używam długopis).
Polskie językoznawstwo normatywne wyróżnia błędy: gramatyczne (fleksyjne, składniowe), leksykalne (słownikowe, frazeologiczne, słowotwórcze), fonetyczne, stylistyczne. Mówi się także o błędach zewnętrznojęzykowych (ortograficznych i interpunkcyjnych), ujawniających się poza systemem języka. Charakter reguł posługiwania się systemem pisma jest wyraźnie inny, gdyż opierają się nie tylko na zwyczaju społecznym, lecz także na przepisach wprowadzanych przez określoną instytucję.

## Błędy w historii języka
Ponieważ język stale ewoluuje, każda ze zmian może być postrzegana jako błąd w momencie jej zaistnienia. Na przestrzeni historii języka wiele omyłek się utrwala, zakorzenia – a jeśli dany język ma swoją odmianę standardową – innowacje te bywają włączane w jej ramy.
Przykładem jest błąd w analizie syntagm, który stanowi podstawę zjawiska zwanego etymologią ludową. Błąd ten polega na ponownej interpretacji granicy między wyrazami składającymi się na syntagmę. Na przykład syntagma agriotte w języku starofrancuskim przybrała postać la griotte „wiśnia” w dzisiejszym języku francuskim. Analogiczne zjawisko miało miejsce w języku angielskim, gdzie dawnemu wyrażeniu a naddre („wąż”) odpowiada współczesne an adder.
W historii języka i standaryzacji językowej utrwalają się także przypadki hiperpoprawności. Na przykład język rumuński zapożyczył węgierski wyraz szám „liczba” w formie samă, która została później zinterpretowana jako forma mołdawska i przekształcona w rumuńską formę seamă.
Metateza, czyli inwersja dźwięków lub grup dźwięków w słowie, jest typową omyłką słowną. W historii języka powstaje wiele form metatezy, zarówno w przypadku wyrazów odziedziczonych, jak i zapożyczeń słownikowych. Niektóre z nich przyjmują się w języku standardowym, na przykład:
(łac.) formaticum > (fr.) fromage „ser”;
(łac.) periculum > (hiszp.) peligro „niebezpieczeństwo”;
(łac.) integrum > (rum.) întreg „cały”;
(węg.) féntereg > ténfereg „błąka się”;
(staroangielski) brid > (angielski współczesny) bird „ptak”;
(prasłowiański) *berza > (staro-cerkiewno-słowiański) brěza > (serb.-chorw.) breza „brzoza”.